# إيكوم دونغ
إيكوم دونغ هو موقع أثري معقد يقع في إيكوم دونغ، سامشيونبو في ساتشيون-سي، مقاطعة غيونغسانغ الجنوبية، كوريا الجنوبية . يعد هذا الموقع الأثري لعصور ما قبل التاريخ مهمًا في عصور ما قبل التاريخ الكورية لأنه يمثل دليلًا قويًا على أن المشيخات البسيطة تشكلت في وقت مبكر مثل مومون الوسطى، قبل حوالي 950 عامًا من تشكيل المجتمعات الأولى على مستوى الدولة في كوريا. أرخت المستوطنة من خلال الفخار وأنواع بيت الحفر وتاريخ الكربون المشع بمطياف الكتلة المسرع إلى أواخر فترة فخار مومون الوسطى (حوالي 700-550) قبل الميلاد).  أُجريت الحفريات الاختبارية في عام 1997، وأجريت حفريات أفقية واسعة النطاق في عامي 1998 و 1999.
يحتوي الموقع على مقبرة جندلية بها 63 مدفناً، بعضها يحتوي على قطع أثرية ذات مكانة عالية، و 25 مبنى مرتفعًا، بما في ذلك أكبر مبنيين مرتفعين في عصور ما قبل التاريخ الكورية، و 5 خنادق، وحاجز واحد، و 27 بيتًا قبو . تُظهر الأنماط داخل الموقع أن الموقع مقسم إلى ثلاث "مناطق" على الأقل: 1) الجنائزية، (2) اجتماعات الولائم، و (3) السكنية. 

## روابط خارجية
- معهد جيونجنام للبحوث الأثرية